# Electrodomèstic bitèrmic
Els electrodomèstics bitèrmics són electrodomèstics amb preses independents per a aigua calenta i aigua freda, que permeten obtenir l'aigua calenta d'una font externa, com ara un escalfador o una caldera central. Aquestes fonts de calor externes acostumen a alimentar-se d'energies més netes i eficients a l'hora de generar calor que no pas l'electricitat, com són l'energia solar tèrmica o el gas natural. La utilització d'aquest tipus d'electrodomèstics permet, a més a més, una reducció del consum energètic d'entre un 20% i un 50%. D'aquesta manera, es pot contractar una potència elèctrica menor i es redueixen les emissions de CO2 a l'atmosfera. Els electrodomèstics bitèrmics més comuns són el rentaplats i la rentadora.

## Avantatges i desavantatges

### Avantatges
L'energia tèrmica generada pel gas natural té un gran poder calorífic i no presenta cap limitació d'ús per quantitats demandades. A banda de l'estalvi d'energia que ofereixen, aquests electrodomèstics són menys contaminants i no perjudiquen el medi ambient en la mateixa mesura que els que utilitzen electricitat durant el seu funcionament. De fet, degut a l'estalvi energètic que suposen, es produeix una rendibilitat a llarg termini gens menyspreable. Si s'utilitza l'aigua preescalfada per un sistema d'energia solar tèrmica, són rendibles en un termini de temps molt menor.

### Desavantatges
Són productes més complexos, ja que porten sistemes per regular la temperatura de l'aigua d'entrada, per la qual cosa, a l'hora d'adquirir-los resulten més cars que els tradicionals. També cal tenir en compte que si s'utilitzen diversos electrodomèstics d'aquest tipus, en utilitzar l'aigua preescalfada per una caldera o un escalfador, cal comprovar si el cabal de l'aigua calenta sanitària permetrà el funcionament simultani dels electrodomèstics, o si aquests poden funcionar amb una pressió reduïda, per la qual cosa és convenient consultar l'instal·lador.
A més, per poder utilitzar un bitèrmic a casa, cal tenir una instal·lació preparada per a aquesta fi. Actualment, són un tipus d'electrodomèstics poc demanats, de manera que la varietat de models existent al mercat és molt limitada.